# ケーブル延暦寺駅
ケーブル延暦寺駅（ケーブルえんりゃくじえき）は、滋賀県大津市坂本本町にある比叡山鉄道比叡山鉄道線（坂本ケーブル）の駅である。

## 概要
坂本ケーブルの山上駅に相当する。駅舎は1927年（昭和2年）の開業以来の建物で、1997年（平成9年）に国の登録有形文化財に登録されている。標高 638 m。

## 歴史
- 1927年（昭和2年）3月15日：叡山中堂駅（えいざんちゅうどうえき）として開業[2]。
- 1945年（昭和20年）3月19日：休止[2]。
- 1946年（昭和21年）8月7日：再開[2]。
- 1974年（昭和49年）1月15日：ケーブル延暦寺駅に改称[2]。
- 1997年（平成9年）7月15日：駅舎が国の登録有形文化財に登録される[3]。
- 2001年（平成13年）：近畿の駅百選に認定される[1]。

## 駅構造
ホームは軌道の両側に作られており、混雑時などは両側の扉を開き乗客を降ろすことがある。ホームは階段状であり、ケーブルカーの山上駅の一般的な構造となっている。2007年（平成19年）までに軌道から架線が撤去されたあとは、駅ホーム部分だけに蓄電池充電用のオレンジ色の剛体架線が設置されている。軌道部分を含めたホーム全体が開業当時からの上屋で覆われている。
駅舎は1925年（大正14年）に建てられたもので、洋風鉄筋2階建。1階には切符売場や待合室、運転室、乗務員控室などがある。2階にはかつて貴賓室があったが、現在はギャラリーとして一般に開放されており、そこから展望テラスに出ることができる。トイレは駅舎を北側に出て向かい側にある。

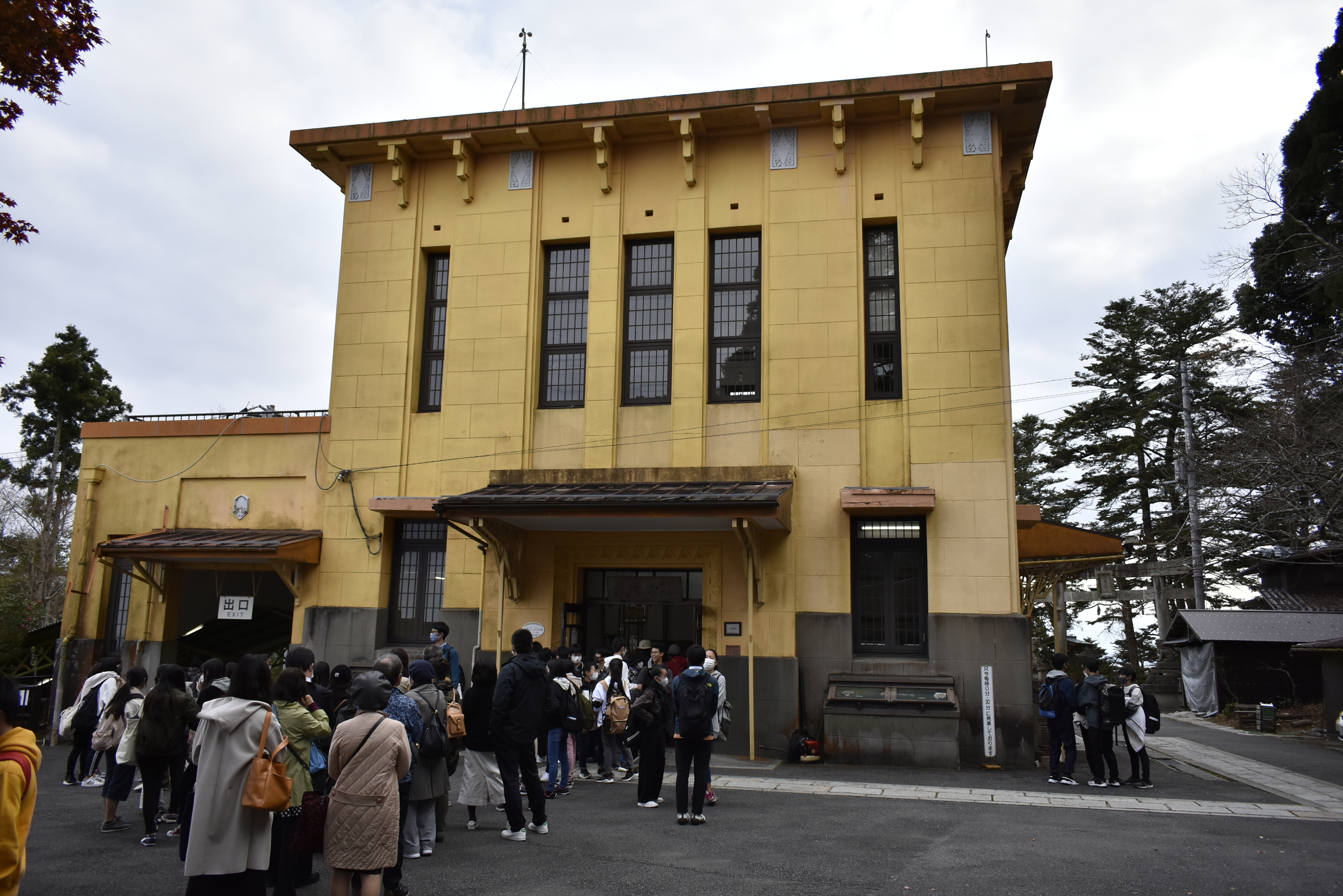
駅舎正面 （2020年11月）
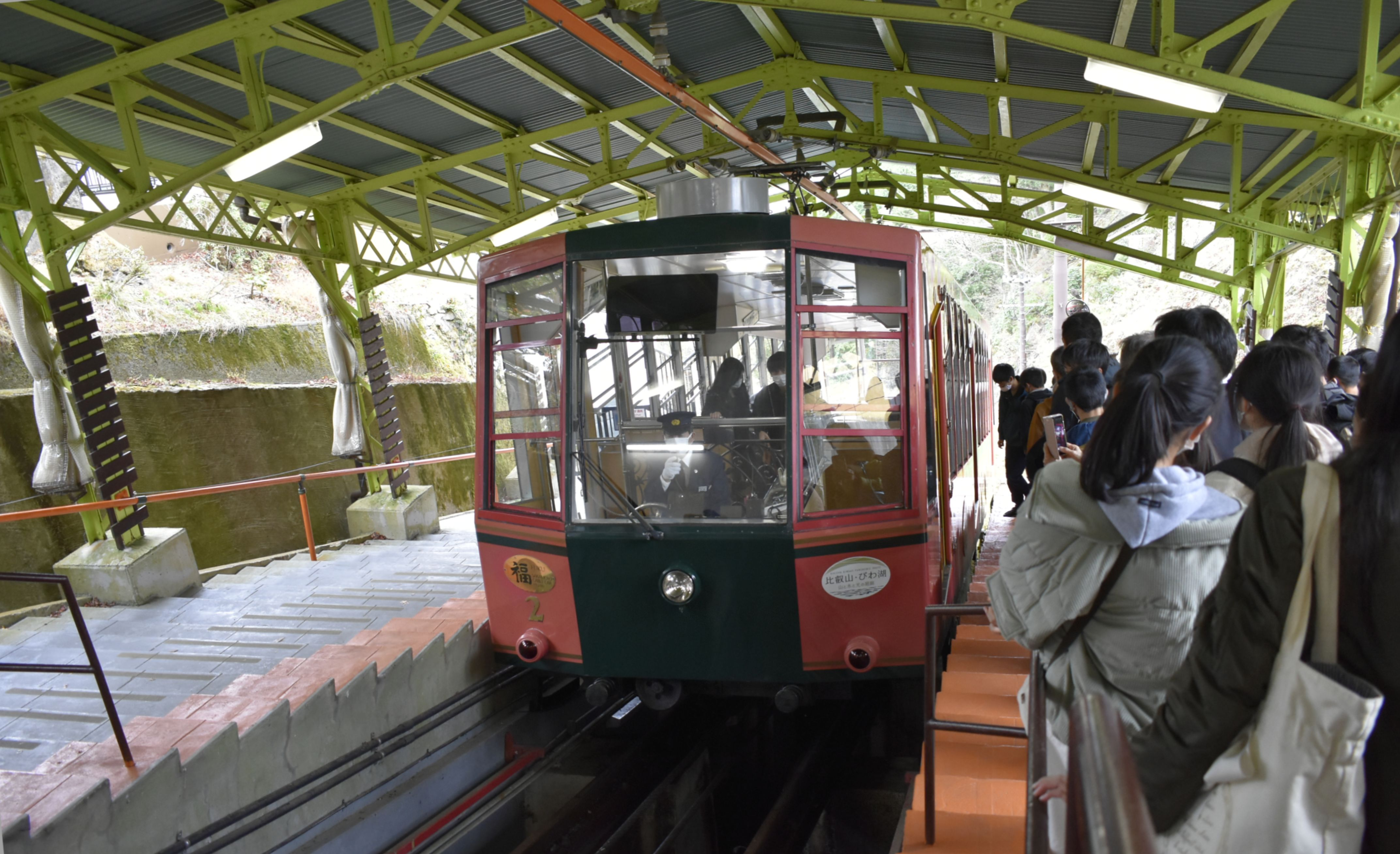
ホームの2号「福」号 （2020年11月）
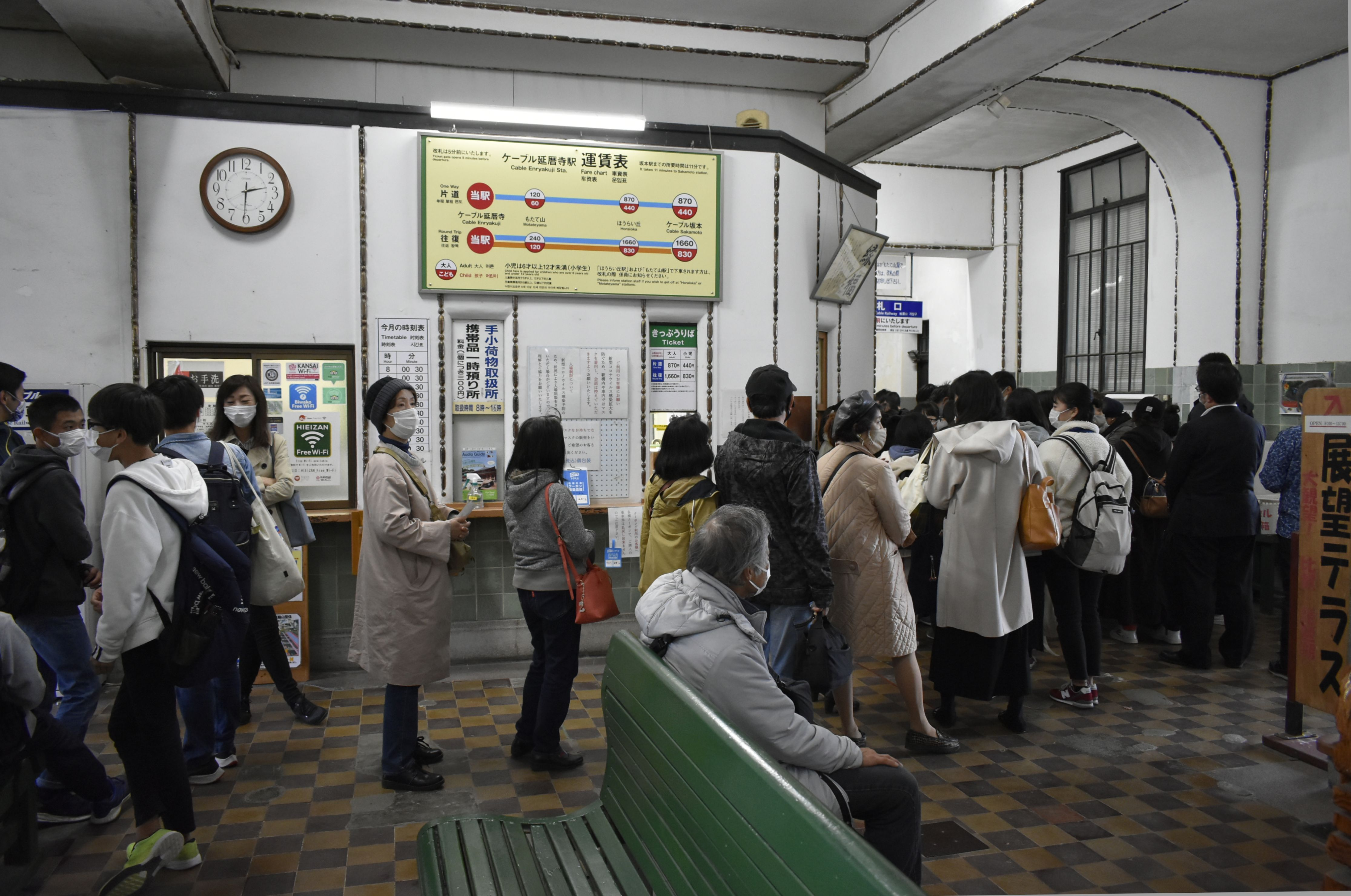
改札口 （2020年11月）
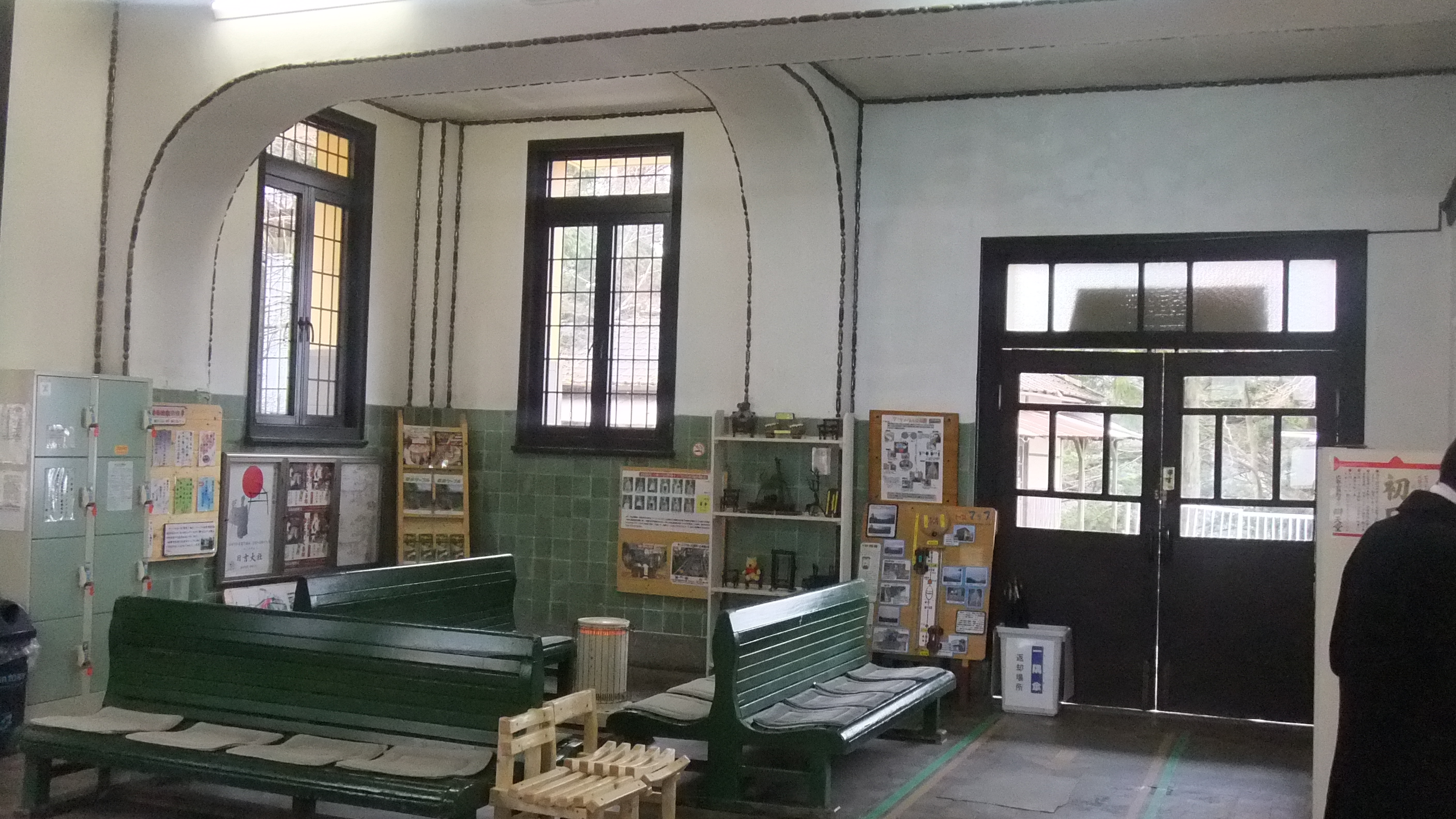
駅舎内の様子 （2010年12月）
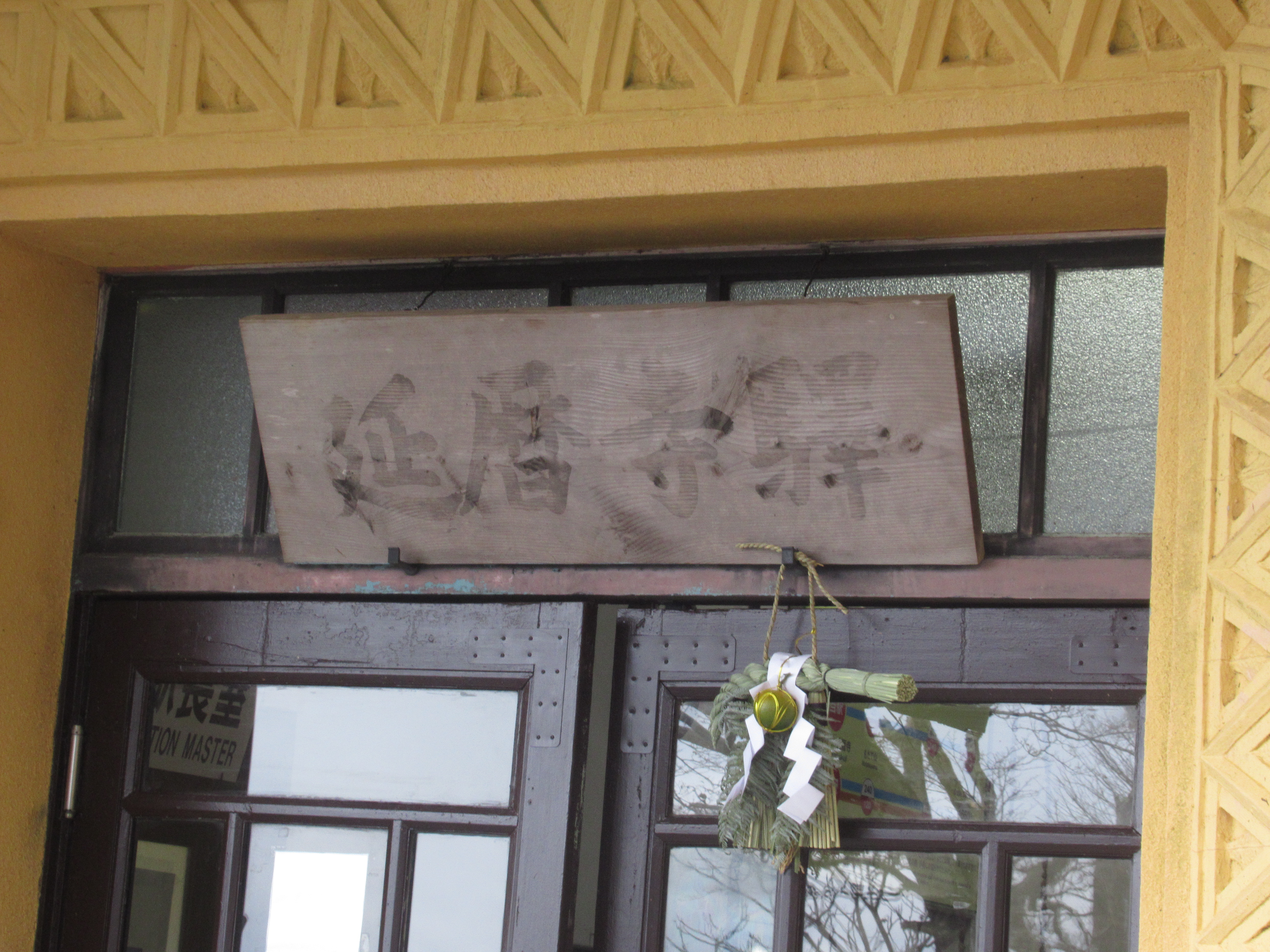
駅舎入り口にある駅名表示 （2019年12月）

## 駅周辺
比叡山内にある駅の1つであり、比叡山鉄道線（坂本ケーブル）に限ると最頂部にある駅となる。近隣には西尊院堂があり、駅前に道標が設けられている。なお、当駅付近のマップは「比叡山ハイキングマップ」を参照されたい。
- 延暦寺 - 駅から北へ平坦な道を徒歩10分ほどで東塔地区。南へ10分ほど下ると千日回峰行の「堂入り」が行われる無動寺明王堂がある。
- 西尊院堂
- 比叡山ドライブウェイ

## バス路線
当駅を発着する路線は無い。主要停留所は駅から北へ少し離れた所にある「東塔」がそれに該当する。ここでは、当駅の西側にある「無動寺」停留所の案内も行う。なお、比叡山内を運行する路線バスは冬期になるとほぼ全路線が運休する。

### 無動寺
- 京都バス
  - 51系統：比叡山頂 / 京都駅

- 京阪バス
  - 56系統：比叡山頂 / 三条京阪
  - 57系統：比叡山頂 / 京都駅

### 東塔
- 江若交通
  - 140系統：比叡山頂 / 堅田駅西口
  - 141系統：比叡山頂 / 延暦寺バスセンター
  - 142系統：比叡山頂 / 横川（）

- 京都バス
  - 51系統：比叡山頂 / 京都駅

- 京阪バス
  - 56系統：比叡山頂 / 三条京阪
  - 57系統：比叡山頂 / 京都駅

## 隣の駅
比叡山鉄道
■比叡山鉄道線（坂本ケーブル）
もたて山駅 - ケーブル延暦寺駅
（事前に申告がなければ通常はケーブル坂本駅まで停車しない）